# Молодой Папа
«Молодо́й Па́па» (англ. The Young Pope) — итало-испано-французский драматический телесериал режиссёра Паоло Соррентино с Джудом Лоу и Дайан Китон в главных ролях.
Сериал состоит из десяти эпизодов, каждый из которых срежиссировал Соррентино.
Премьера сериала состоялась
21 октября 2016 года на канале Sky Atlantic в Италии и Германии;
24 октября — на Canal+ во Франции;
26 октября — на C More в Швеции;
27 октября — Великобритании;
28 октября — на HBO в Польше, а 15 января 2017 — премьера на HBO в США.
23 апреля 2017 года — премьера в России на телеканале Че.
20 октября 2016 года стало известно о начале работы над сериалом-продолжением «Молодого Папы» под названием «Новый Папа» (англ. The New Pope). Производство сериала началось в конце 2018 года в Италии. Премьера сериала состоялась в январе 2020 года.

## Сюжет
Главный герой сериала — американский 47-летний кардинал (архиепископ Нью-Йорка) Ленни Белардо, который стал папой Пием XIII (не путать с одноимённым антипапой), одним из самых молодых в истории римских пап. Занять этот пост ему позволили интриги опытных кардиналов из противоборствующих кланов, которые избрали его в качестве компромиссной фигуры.
Детство Ленни Белардо прошло под присмотром монахини сестры Мэри, она воспитала его и подготовила к карьере священника и до сих пор является, пожалуй, единственным человеком, которому он доверяет. Родители-хиппи, по воспоминаниям самой сестры Мэри, оставили семилетнего Ленни на её попечение, сказав тогда, что им нужно лететь в Венецию. На протяжении всех 10 серий молодой папа не оставляет попыток найти своих родителей. Когда Ленни повзрослел, сестра Мэри передала его в руки влиятельного американского кардинала и теолога Майкла Спенсера — именно он был одним из вероятных кандидатов на должность папы, однако Государственный секретарь Ватикана Анджело Войелло, надеясь в дальнейшем манипулировать молодым и не имеющим связей в Ватикане новоизбранным главой католической церкви, предложил Ленни сделку, на которую он согласился. Спенсер же воспринял акт Белардо как предательство.
Надежды манипулировать молодым папой развеялись с первых же часов правления нового понтифика. Оказалось, что Белардо — предельно своенравный, самолюбивый, независимый и жёсткий руководитель — при том, что ранее, будучи кардиналом, он не проявлял таких качеств и подобное преображение стало полной неожиданностью для всех, в первую очередь для Войелло. После некоторых попыток «наставить» Папу на «путь истинный» он решается на крайние меры — шантаж с целью заставить Папу отречься от престола. Невольным «орудием» становится Эстер, жена швейцарского гвардейца, которая должна была его соблазнить. Однако эта попытка не увенчалась успехом — Ленни свят, и им движет сострадание к бесплодной женщине, ради которой он совершает чудо. Несмотря на то, что Войелло удалось получить компрометирующие фотографии, он отказывается от своих планов и принимает нового Папу.
Молодой папа не желает появляться на публике и быть узнаваемым. Он отказывается от фотосессии для сувенирных портретов, а в первую проповедь с балкона собора Святого Петра видно было только его силуэт (что поставило в тупик присутствующие телекомпании), другие мессы он проводил спиной к площади. На проповеди в Африке люди только слышали его голос, но не видели его самого.
Он объявляет войну гомосексуальности в Церкви, чем заслуживает упрёк со стороны своего ближайшего окружения; также это привело к самоубийству молодого человека, который мечтал стать священником, отчего поднялся шум в прессе.
Во время первого визита в Африку он разоблачает властолюбивую сестру Антонию, которая организовала сеть Деревень Добра, но использовала жажду и воду как инструменты подчинения. Правление Ватиканом осложняется отношением с итальянским премьер-министром, который угрожает отменить налоговые льготы. Пожертвования и доходы от продажи сувениров также падают.
Занозой для католической церкви оказывается влиятельный архиепископ Нью-Йорка Куртвел, имеющий репутацию педофила. Для расследования его преступлений папа посылает монсеньора Гутьереса. Досаждает Святому Престолу и раскрученный телевидением шарлатан Тонино Петтола, заявляющий, что видел Деву Марию в виде овцы и теперь может исцелять спортивные травмы. Однако все проблемы папа чудесным образом решает.
Первую свою публичную проповедь лицом к народу он решает провести в Венеции на Рождество, где он видит своих родителей и ему внезапно становится плохо.

## В ролях

### Основной состав
- Джуд Лоу — Пий XIII (в миру Ленни Белардо): бывший архиепископ Нью-Йорка и новоизбранный папа[2].
- Дайан Китон — сестра Мэри: монахиня из Америки, которая вырастила Белардо и Дюсоле в сиротском приюте, помогла Ленни достичь папства; была назначена личным секретарём папы[2].
- Сильвио Орландо — Его Высокопреосвященство кардинал Анджело Войелло: камерарий и государственный секретарь Святого Престола[8].
- Хавьер Камара — преосвященный монсеньор, впоследствии Его Высокопреосвященство кардинал Бернардо Алонсо Гутьеррес: церемониймейстер Святого Престола[8].
- Скотт Шеперд — Его Высокопреосвященство кардинал Андрю Дюсолье: миссионер, епископ Сан-Педро-Сула (Гондурас) и давний друг Ленни по сиротскому приюту[8].
- Сесиль де Франс — София Дюбуа: маркетолог Святого Престола[8].
- Людивин Санье — Эстер Обри: жена Петера, офицера швейцарской гвардии[8].
- Тони Берторелли[англ.] — Его Высокопреосвященство кардинал Кальтаниссетта[8].
- Джеймс Кромвелл — Его Высокопреосвященство кардинал Майкл Спенсер: бывший архиепископ Нью-Йорка и наставник Белардо[8].

### Второстепенный состав
- Стефано Аккорси — премьер-министр Италии.
- Гай Бойд — архиепископ Кёртвелл: обвинён в совершении сексуального насилия над несколькими детьми.
- Андре Грегори[англ.] — Элмор Коэн, писатель.
- Тони Плана — Карлос Гарсиа: гондурасский наркоторговец, чья жена имела связь с кардиналом Дюсолье.
- Жанна Хоаг[англ.] — Роуз: больная менеджер в отеле в Нью-Йорке.
- Кевин Джексон — Пит Вашингтон: потенциальный свидетель преступлений Кёртвелла.
- Каролина Карлссон — премьер-министр Гренландии.
- Джанлука Гуиди — отец Федерико Аматуччи: доверенный человек кардинала Войелло.
- Игнацио Олива — отец Валенте: один из ассистентов папы.
- Себастьян Роше — Его Высокопреосвященство кардинал Мишель Мариво.
- Франко Пинелли — Тонино Петтола: шарлатан, утверждающий, что может видеть Деву Марию в своём стаде овец.
- Марчелло Ромоло — Дон Томмасо Вильетти: исповедник папы.
- Дэниел Вивиан[англ.] — Домен: дворецкий папы.
- Владимир Бибик — Его Высокопреосвященство кардинал Озолиньш.
- Бьяджо Форестьери — Петер: швейцарский гвардеец и муж Эстер.
- Рамон Гарсиа — Его Высокопреосвященство кардинал Агирре.
- Нади Каммеллавира — сестра Сури.
- Маурицио Ломбарди — Его Высокопреосвященство кардинал Марио Ассенте.
- Мадалина Белариу[англ.] — Елена, эскорт.
- Алекс Эсола — Фредди Блейкстоун: теннисист, связанный с делом Кёртвелла.
- Алессия Хулиа Трухильо Альва — Блаженная Хуана.
- Делайна Митчелл — бывшая девушка Ленни Белардо.
- Моника Сетти — графиня Меравилья.

Флэшбеки
- Оливия Макклин — мать Ленни
- Коллин Смит — отец Ленни
- Эллисон Кейс — сестра Мэри в молодости
- Фрэнк Гингерич — Ленни Белардо в детстве
- Джек Маккуэйд — Андрю Дюсолье в детстве
- Энн Дарлингтон Карр — жена смотрителя, чудесным образом исцелённая молитвой Ленни
- Брайан Кин — смотритель

## Эпизоды
| № | Название                | Режиссёр         | Автор сценария                        | Дата премьеры   | Зрители в Италии (млн) |
| --- | ----------------------- | ---------------- | ------------------------------------- | --------------- | ---------------------- |
| 12 | «Episode 1»«Episode 2»  | Паоло Соррентино | Паоло Соррентино                      | 21 октября 2016 | 0,743                  |
| Ленни Белардо становится первым американским папой и берёт имя Пий XIII. Вскоре его желание отвергнуть как гласность, так и либеральную философию своего предшественника вызывает потрясение в Ватикане. Сестра Мэри, монахиня, которая вырастила Ленни, становится его личным секретарём и сразу же становится главным соперником могущественного кардинала Войелло, государственного секретаря Ватикана. Кардинал Спенсер, наставник Ленни и изначальный фаворит на высочайший пост, тяжело переживает потерю шанса стать Папой. Своё первое обращение Ленни даёт вечером, пряча своё лицо в тени, делая таким образом из своей персоны интригу. Ленни шокирует мир этим первым обращением, в котором требует, чтобы католики во всем мире посвятили себя Богу и телом и духом, независимо от последствий, а в конце добавляет, что не уверен, достойны ли они такого папы как он. Сестра Мэри и кардинал Войелло борются за контроль над Ленни. Папа признаёт, что его консервативные религиозные взгляды проистекают из решения его родителей отдать его в католический детский дом, чтобы самим вести гедонистический образ жизни. |                         |                  |                                       |                 |                        |
| 34 | «Episode 3»«Episode 4»  | Паоло Соррентино | Паоло Соррентино и Стефано Рулли      | 28 октября 2016 | 0,517                  |
| Ленни планирует возглавить возрождение консервативного христианства, несмотря на усилия Спенсера и Войелло. Ленни заставляет Войелло признать, что либералы в Коллегии кардиналов не допустили избрание консерватора Спенсера, что привело к соглашению между двумя мужчинами о том, чтобы использовать Ленни как марионетку. Когда Ленни угрожает отлучить Войелло от церкви, либеральный кардинал вынужден поклясться ему в верности. Позже, во время случайной встречи с Эстер, женой швейцарского гвардейца, у Ленни случается приступ. Ленни узнаёт, что у одной из его монахинь на Шри-Ланке умирает сестра, и она просится поехать туда на похороны. Ленни отказывает, но позже организовывает доставку тела сестры монахини в Ватикан для погребения, а затем на похоронах отчитывает сестру за плач. Комментарии Ленни о помощнике-гее женщины премьер-министра Гренландии (с которым флиртовали некоторые кардиналы) и его своеобразное обращение к самой премьер-министру отдаляют от него Софию, главу отдела маркетинга Ватикана и ближайшего союзника Ленни вне Святого Престола. По телевизору показывают передачу, героем которой становится нашумевший Тонино Петтола — пастух, утверждающий, что он потомок Девы Марии и папы Пия, а также утверждающий о своей способности исцелять больных. Цель его выступления — обращение к Папе Римскому о признании его дара католической церковью, в противном случае он грозится основать свою церковь. Войелло устраивает Эстер на работу в качестве помощницы папы в надежде, что у них начнётся сексуальная связь, которую он сможет использовать в своих интересах. На одной из прогулок Ленни признаётся Эстер, что она похожа на его единственную бывшую девушку. И также раскрывает ей главный её секрет — что Эстер не может иметь детей. Эстер признаёт это, и добавляет, что её муж тоже бесплоден. На следующей прогулке Эстер просит Ленни научить её молиться — для того, чтобы получить повод сблизиться с ним. Но Ленни лишь учит её, как правильно молить о своих желаниях. Позже, прогуливаясь вечером возле дома Эстер, Ленни видит через окно их с мужем во время секса. В этот момент Ленни обращается к Деве Марии с мольбой помочь бесплодной Эстер зачать ребёнка. Ленни отправляет Гутьерреса в Нью-Йорк расследовать дело Кёртвелла. Тот воспринимает это как наказание, но Ленни говорит, что это повышение и признак его личного доверия. |                         |                  |                                       |                 |                        |
| 56 | «Episode 5»«Episode 6»  | Паоло Соррентино | Паоло Соррентино                      | 4 ноября 2016   | 0,508                  |
| Эстер, под давлением Войелло, пытается побудить Ленни к близости. Но Ленни отвергает её, говоря, что он стал священником и отказался от всего, потому что любить людей - это мучительно. Следившего за этой сценой в саду Войелло трогают слова папы, и он меняет своё решение шантажировать Ленни этими снимками. Позже, в частной беседе с сестрой Мэри, Войелло признаётся ей в содеянном и отдаёт в её руки флешку с фотографиями. Ленни показывает, что уже давно знает все секреты ближайшего окружения, в том числе Войелло и Томмасо. В Ватикан доставляют папскую тиару, и Ленни наконец обращается к кардиналам с речью, где обозначает, что он будет бескомпромиссным и ему угодно абсолютное подчинение, после чего Спенсер, Дюсолье, Войелло целуют папе край туфли. Эстер рожает сына, которого называет Пием. Ленни наконец встречается с премьер-министром Италии, которому даёт список жестких религиозных требований, используя политический шантаж в достижении своих целей. Ленни назначает своего друга детства Дюсолье кардиналом, отвечающим за утверждение новых священников и даёт ему указание отказывать в зачислении в священники тех, кто не придерживаются клерикального безбрачия, а также гомосексуалистов, независимо от их приверженности обету. Молодому семинаристу Анджело Санчесу отказывают в приёме ввиду того, что он гей, и он совершает самоубийство на площади Святого Петра. |                         |                  |                                       |                 |                        |
| 78 | «Episode 7»«Episode 8»  | Паоло Соррентино | Паоло Соррентино и Тони Грисони       | 11 ноября 2016  | 0,490                  |
| Войелло и Дюсолье отчаянно пытаются заставить Ленни увидеть масштаб катастрофы, вызванной его действиями. Сестра Мэри принимает решительные меры, чтобы спасти Церковь - подбрасывает в почту Ленни неподписанный конверт с недостающей деталью трубки отца Ленни, которую он хранит с детства. Ленни потрясён и принимает это как знак, что родители нашли его сами и хотят воссоединения. Тем временем сестра Мэри тайно сообщает Войелло, что предприняла шаги для помощи церкви и пришло время действий с его стороны. Это производит глубокое впечатление на Войелло. Кардиналы заключают сделку со Спенсером, присягнув ему как будущему папе. Войелло и сестра Мэри нанимают подставных отца и мать Ленни, чтобы, пока он взволнован предстоящей встречей с "родителями", подсунуть ему на подпись ряд важных документов по упрощению ранее им принятых жёстких мер. Однако, Ленни раскрывает обман и пытается вычислить предателя. Чуть позже, в беседе со Спенсером, Ленни признаёт, что "Пий 13й облажался" и что он хочет отречься. Тем временем Дюсолье, считающий себя виновным в самоубийстве Санчеса, говорит Ленни и сестре Мэри, что хочет все бросить. Он собирает вещи и возвращается в Гондурас, где ранее служил епископом и имел тайную сексуальную связь с женой местного наркобарона. По прилёте его встречает наркобарон, отвозит в пустынное место и убивает, оставив тело у обочины дороги. Ленни признается Мэри, что момент, когда она подбросила ему деталь трубки, был самым трогательным в его жизни. Сестра Мэри горько оплакивает гибель своего бывшего воспитанника, и Ленни также молится за душу Дюсолье, но при этом больше расстроен и сосредоточен на том, почему Эстер с мужем и сыном Пием внезапно уехали в неизвестном направлении. Он винит себя в смерти Дюсолье и бегстве семьи Эстер. Ленни вызывает Софию, которая советует ему посетить известный миссионерский центр сестры Антонии в Африке. Ко всеобщему удивлению папа соглашается. Во время его путешествия на самолёте пресса безуспешно пытается поговорить с Ленни, и одна журналистка выкрикивает так, чтобы было слышно в кабине Ленни, что Кёртвелл возможно шантажирует понтифика. В Африке папа испытывает противоречивые чувства относительно деятельности сестры Антонии. Его сомнения подтверждаются, когда, во время его исповедования, местный священник передаёт ему обличающую сестру Антонию записку. Теперь, внимательно наблюдая за несправедливостями, Ленни говорит вдохновляющую речь, в которой прозрачно намекает диктатору государства и сестре Антонии, что знает о их махинациях. Тем временем между Войелло и сестрой Мэри все больше укрепляется зародившаяся ранее симпатия. По дороге из Неаполя в Рим Ленни останавливает свой кортеж на гневную молитву о деятельности сестры Антонии, результатом которой становится её внезапная смерть от сердечного приступа — ещё одно "чудо" от Ленни. |                         |                  |                                       |                 |                        |
| 910 | «Episode 9»«Episode 10» | Паоло Соррентино | Умберто Контарелло и Паоло Соррентино | 18 ноября 2016  | 0,550                  |
| В Нью-Йорке кардинал Гутьеррес, теперь убеждённый в вине Кёртвелла, отчаянно пытается убедить его бывших жертв дать показания, но они отказываются, кто-то получил откуп, кто-то не желает наживать себе врага в лице влиятельного священника. Ленни, осознав, какими мучениями оказалось порученное дело для Гутьерреса, говорит ему вернуться невзирая на то, что задание не выполнено. В это же время Гутьерреса начинает преследовать странный мужчина в жёлтом парике, который представляется как Дэвид Тэннистан - по фамилии его матери, он говорит, что он сына Кёртвелла. Кёртвелл достаёт из сейфа случайно попавшие к нему когда-то в руки письма Ленни к его давней возлюбленной, которые он считает компроматом на папу. Однако, издатель, прочитав все письма, сообщает Кёртвеллу, что это не является компроматом, поскольку в последних письмах Ленни признаётся, что они никогда не будут доставлены своему адресату. Кёртвеллу приходится подчиниться и поехать в Ватикан. Тем временем, письма Ленни все же запускаются в печать под названием "Любовные письма папы". Они настолько прекрасны, что мгновенно становятся всемирной сенсацией и доходят до своего адресата. К Гутьерресу попадают фотографии, на которых Кёртвелл с любовником, кардинал приходит к Кёртвеллу и объявляет, что они вместе едут в Ватикан, где Кёртвелла будут судить, его машину уже конфисковали. Спенсер, находящийся на смертном одре в Ватикане, просит Ленни рассказать о чуде, которое тот совершил в подростковом возрасте с умирающей матерью его друга; после чего Спенсер умирает. В то же время, Ленни узнаёт, что Эстер с семьёй переехала к самому морю, в Остию, где её муж устроился частным охранником. Однажды он прилетает к ней на вертолёте, только чтобы оставить своё фото с малышом Пием, которое они не взяли при побеге, возле песчаного замка на пляже, где играет её сын. Впечатлённый работой Гутьерреса, Ленни просит его взять на себя роль своего личного секретаря вместо сестры Мэри, которую он собирается отправить в Африку на место сестры Антонии. Гутьеррес отказывается и открывает Ленни причину - он является гомосексуалом, что расходится с нынешними принципами церкви и самого Ленни. Ленни сообщает, что давно об этом знает и таким поступком показывает, что готов менять принципы и свои, и церкви. Затем Ленни изгоняет Кёртвелла на Аляску. Перед отправкой сестры Мэри в Африку Ленни разрешает ей снова называть его по имени, если он может называть её «Ма». Узнав, что однажды его могут объявить святым, Ленни соглашается провести Рождество в Гватемале среди пациентов Блаженной Хуаны. Однако в последний момент Ленни решает встретиться со своими демонами и отправляется в Венецию. В соборе Святого Марка папа, наконец, показывает своё лицо народу и использует слова Блаженной Хуаны в своей проповеди, которая трогает до глубины души как собравшуюся толпу, так и кардиналов. Увидев в толпе мужчину и женщину, похожих на его родителей, молодой папа испытывает внезапный приступ и падает без сознания на руки Гутьерреса. |                         |                  |                                       |                 |                        |

## Реакция
Сериал получил положительные отзывы в Великобритании, Ирландии и Италии. В Италии премьера первых двух серий набрала самый высокий рейтинг за всю историю сети платного телевидения Sky, обогнав такие громкие телесериалы как Игра Престолов и Гоморра.
Обозреватель официальной газеты Ватикана L’Osservatore Romano Хуан Мануэль де Прада похвалил «восхищение католической Церковью», которое проходит красной нитью через все вышедшие эпизоды. В своей рецензии он написал, что, несмотря на это, заметно фривольное отношение к повествованию, а также обилие пафоса, который, по его мнению, не присущ Ватикану.
Некоторые издания восприняли серию[какую?] как вестника антикатолической позиции. Такие критики не соглашались с презентацией церкви, показанной в сериале, которую они сочли карикатурной и «мультяшной», однако некоторые консервативные рецензенты хвалили[кого?][что?] за изображение в картине традиций[чего?] и подлинного религиозного чувства.

## Награды и номинации
- 2016 — приз Фонда Миммо Ротелла (Джуд Лоу, Паоло Соррентино) на Венецианском кинофестивале.
- 2017 — две номинации на премию «Эмми» за лучшую операторскую работу для ограниченного сериала или фильма (Лука Бигацци, за эпизод 1) и за лучшую работу художника-постановщика для повествовательной современной или фэнтезийной программы (Лудовико Феррарио, Алекс Сантуччи и Лаура Казалини, за эпизод 5).
- 2017 — три номинации на премии Телевизионного фестиваля в Монте-Карло: лучший драматический телесериал, лучший актёр в драматическом телесериале (Джуд Лоу), лучшая актриса в драматическом телесериале (Дайан Китон).
- 2017 — две премии «„Серебряная лента“: „Серебряная лента“ года, лучший кастинг-директор (Аннамария Самбукко).
- 2018 — номинация на премию Золотой глобус» за лучшую мужскую роль в мини-сериале или телефильме (Джуд Лоу).
- 2018 — две номинации на премию «Спутник» за лучший мини-сериал и за лучшую мужскую роль в мини-сериале или телефильме (Джуд Лоу).